# Хајландс -Бејвуд Парк (Калифорнија)
Хајландс -Бејвуд Парк (енгл. Highlands-Baywood Park) насељено је место без административног статуса у америчкој савезној држави Калифорнија.

## Демографија
По попису из 2010. године број становника је 4.027, што је 183 (-4,3%) становника мање него 2000. године.
| Група             | 2000.         | 2010.         |
| Белци             | 2.832 (67,3%) | 2.405 (59,7%) |
| Афроамериканци    | 60 (1,4%)     | 53 (1,3%)     |
| Азијати           | 853 (20,3%)   | 1.017 (25,3%) |
| Хиспаноамериканци | 250 (5,9%)    | 306 (7,6%)    |
| Укупно            | 4.210         | 4.027         |